# Obrona Grudziądza
Obrona Grudziądza – działania zbrojne prowadzone podczas kampanii wrześniowej mające doprowadzić do obrony Grudziądza przed nacierającymi wojskami niemieckimi, które miały miejsce w dniach 1–4 września 1939 r.

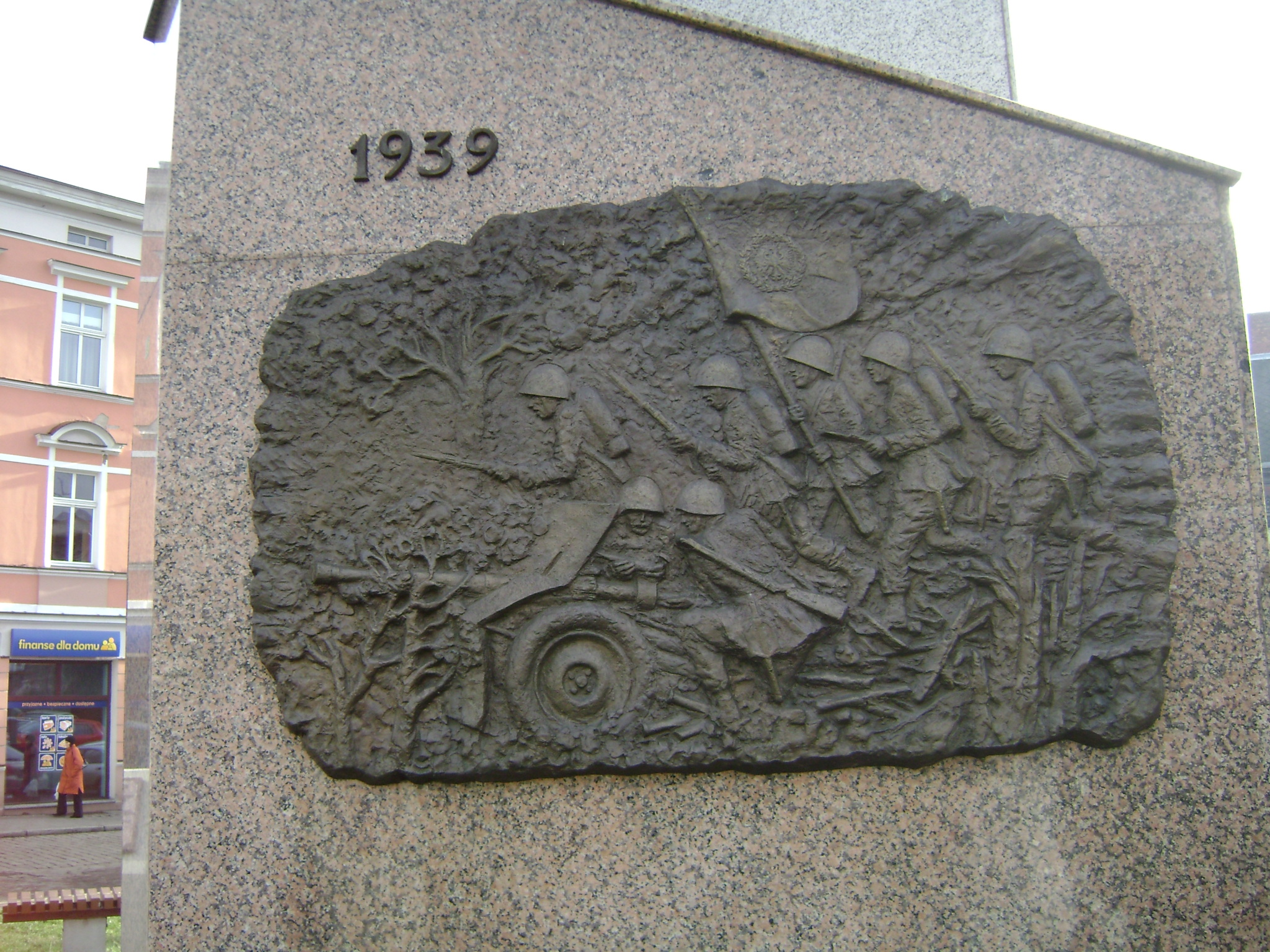
Płaskorzeźba na pomniku Józefa Piłsudskiego w Grudziądzu przedstawiająca działania wojsk polskich w 1939 roku

## Geneza
W okresie przedwojennym Grudziądz stanowił bardzo ważny ośrodek wojskowy. Stacjonowały w nim dowództwo 16 Dywizji Piechoty, 64 Grudziądzki pułk piechoty, 65 Starogardzki pułk piechoty, 16 pułk artylerii lekkiej i 18 pułk Ułanów Pomorskich (na cytadeli). W mieście działało także kilka szkół wojskowych – Szkoła Podoficerów Zawodowych Piechoty, Lotnicza Szkoła Strzelania i Bombardowania, Centrum Wyszkolenia Żandarmerii i Centrum Wyszkolenia Kawalerii.

## Działania wojenne na przedpolach Grudziądza
Działania wojenne objęły Grudziądz już od wczesnych godzin porannych 1 września 1939 r., kiedy miasto zaczęło być ostrzeliwane przez niemiecką artylerię dalekosiężną, strzelającą zza granicy z rejonu Gardei i Rusinowa. Do bezpośredniej obrony miasta i okolic utworzony został Oddział Wydzielony „Grudziądz” pod dowództwem płk. Stefana Cieślaka. W jego skład wchodziły następujące oddziały:
- III batalion 65 pułku piechoty – d-ca mjr Artur Gudera,
- batalion ON „Świecie” – d-ca mjr Stanisław Dobrzański,
- III dywizjon 16 pułku artylerii lekkiej.

Tego dnia w godzinach przedpołudniowych nacierające w kierunku Grudziądza oddziały niemieckiego XXI Korpusu Armijnego gen. por. Nikolausa von Falkenhorsta, wzmocnionego przez I./10. Panzer-Abteilung (posiadał 74 czołgi na stanie) dotarły do polskich pozycji obronnych nad Osą. Znajdowały się tam wybudowane krótko przed wojną schrony bojowe (posiadające 1 lub 2 strzelnice), które miały osłaniać Grudziądz w pasie obrony Armii „Pomorze” gen. dyw. Władysława Bortnowskiego. Odcinek nad rzeką Osą obsadziła Grupa Operacyjna „Wschód” pod dowództwem gen. bryg. Mikołaja Bołtucia. Najcięższe walki nad Osą toczyły się w rejonie wsi Owczarki i Grabowiec.
2 września przez cały dzień trwały nad Osą ciężkie walki polskich oddziałów. Pancerny atak Niemców opanował wieś Nicwałd, kierując się w kierunku na Wielkie Lniska i Pokrzywno. Działania toczyły się także pod Słupem i Grutą. Wieczornym kontratakiem II bat. 65 pp ze wsparciem artylerii udało się powstrzymać uderzenie wojsk niemieckich i wyprzeć je z Nicwałdu, zażegnując niebezpieczeństwo okrążenia Grudziądza. Jednocześnie ciągle trwał ostrzał artyleryjski miasta, głównie skierowany na koszary wojskowe i prochownię na tzw. Górze Garnizonowej. Poza tym bombardowano lotnisko, stację kolejową i forty Księżych Gór. W Grudziądzu powstała Straż Obywatelska z Antonim Matuszewskim na czele, która przejęła pilnowanie porządku.

## Bezpośrednia obrona Grudziądza
Dnia 1 września na miasto bezpośrednio nacierała część 21 Dywizji Piechoty Wehrmachtu, którą wspierała niemiecka artyleria oraz lotnictwo. Pomimo silnego wsparcia nieprzyjaciel nie zdołał wkroczyć do Grudziądza. Polacy toczyli zacięte walki pod Księżą Górą stanowiącą ważny punkt obrony miasta.
Dnia 3 września walki o Grudziądz osiągnęły największe natężenie. Niemcy przełamali obronę polskich oddziałów nad Osą na wschód od Księżych Gór. Następnie zajęli Nicwałd, Lniska, Grabowiec i Owczarki oraz forty Księżych Gór, wdzierając się do Grudziądza w rejonie al. 23 Stycznia. Zostali jednak stamtąd na krótko wyparci. W mieście uaktywnili się miejscowi dywersanci niemieccy, ostrzeliwując z domów polskich żołnierzy. W sytuacji, kiedy wojska niemieckie zagroziły siłom OW „Grudziądz” okrążeniem i wobec narastającej ich przewagi płk S. Cieślak otrzymał rozkaz odwrotu w kierunku południowym. W walkach ulicznych został rozproszony batalion ON „Świecie” i 8 bateria 16 pal. Zginęło wówczas kilku oficerów, m.in. major Dobrzański, dowódca batalionu ON „Świecie”, czy kpt. rez. Roman Majewski, dowodzący 7 baterią 16 pal oraz wielu podoficerów i żołnierzy. Wieczorem oddziały polskie całkowicie opuściły Grudziądz. Następnego dnia przed południem do miasta weszły wojska niemieckie, a komisaryczny prezydent miasta Damazy Raszkowski zdał w ratuszu administrację ich przedstawicielom, wręczając symboliczne klucze do miasta okupantowi.